# 2 Cool 4 Skool
2 Cool 4 Skool es el sencillo debut de la boy band surcoreana BTS. Fue publicado el 12 de junio de 2013.

## Lista de canciones
| N.º   | Título                                | Escritor(es)                                   | Productor(es) | Duración |  |
| 1.    | «Intro: 2 Cool 4 Skool» (con DJ Friz) |                                                | Supreme Boi   | 1:03     |  |
| 2.    | «We Are Bulletproof Pt.2»             | Pdogg "Hitman" Bang Supreme Boi RM SUGA        | Pdogg         | 3:45     |  |
| 3.    | «Skit: Circle Room Talk»              |                                                | Pdogg         | 2:11     |  |
| 4.    | «No More Dream»                       | Pdogg "Hitman" Bang RM SUGA J-Hope Supreme Boi | Pdogg         | 3:41     |  |
| 5.    | «Interlude»                           |                                                | Slow Rabbit   | 0:52     |  |
| 6.    | «I Like It» (좋아요; Joayo)           | Slow Rabbit RM SUGA J-Hope                     | Slow Rabbit   | 3:51     |  |
| 7.    | «Outro: Circle Room Cypher»           | RM J-Hope SUGA V Jimin Jungkook Jin Pdogg      | Pdogg         | 5:21     |  |
| 20:44 |                                       |                                                |               |          |  |

| Edición física |                                          |                                    |                                    |          |  |
| N.º            | Título                                   | Escritor(es)                       | Productor(es)                      | Duración |  |
| 8.             | «Skit: On the Start Line» (Pista oculta) | RM                                 | "hitman" bang                      | 2:40     |  |
| 9.             | «Path / Road» (길; Gil, pista oculta)    | RM J-Hope SUGA "hitman" bang Pdogg | RM J-Hope SUGA "hitman" bang Pdogg | 3:49     |  |
| 27:13          |                                          |                                    |                                    |          |  |

## Personal
| - BTS – - Jin - compositor, Voz - Suga – Rap, compositor, grabación - J-Hope – Rap, compositor - RM – Rap, compositor, coros - Jimin – Voz - V - Voz - Jungkook – Compositor, voz principal, voz de fondo, rap, coro - Pdogg – Productor, grabación, teclado, sintetizador, arreglos vocales y de rap | - "Hitman" Bang – Productor ejecutivo, compositor - Slow Rabbit – Productor, compositor, grabación, teclado, sintetizador - Supreme Boi – Productor, grabación, teclado, sintetizador, coro - DJ Scratch – Scratching - Yang Chang Won – Mezclador de grabación, grabación - James F. Reynolds – Mezclador - Nam Young Woo – Grabación - Chris Gehringer – Mezclador - Choi Hyo Young – Mezclador |

## Posicionamiento en listas

### Álbum
| País                             | Lista   | Posición pico |
| -------------------------------- | ------- | ------------- |
| Corea del Sur (Gaon Album Chart) | Semanal | 5             |
| Corea del Sur (Gaon Album Chart) | Mensual | 10            |
| Corea del Sur (Gaon Album Chart) | Anual   | 65            |

### Ventas y certificaciones
| Lista                | Ventas   |
| -------------------- | -------- |
| Corea del Sur (Gaon) | 188 681+ |

## Historial de lanzamientos
| País          | Fecha               | Formato              | Sello                                    |
| ------------- | ------------------- | -------------------- | ---------------------------------------- |
| Corea del Sur | 12 de junio de 2013 | CD, descarga digital | Big Hit Entertainment LOEN Entertainment |
| Mundo         | 12 de junio de 2013 | Descarga digital     | Big Hit Entertainment LOEN Entertainment |